# سابرينا جونستون
سابرينا جونستون (بالإنجليزية: Sabrina Johnston)‏ هي مغنية أمريكية، ولدت في 1969.

## وصلات خارجية
- الموقع الرسمي
- سابرينا جونستون على موقع ميوزك برينز (الإنجليزية)
- سابرينا جونستون على موقع ديسكوغز (الإنجليزية)